# Bristol Aeroplane Company
Die Bristol Aeroplane Company war ein britischer Hersteller von Flugzeugen, Flugmotoren und Kraftfahrzeugen.

## Die Anfänge
Gegründet wurde das Unternehmen im Jahre 1910 von Sir George White als „The British and Colonial Aeroplane Company“. Die Produktionsstätten lagen in der Nähe des Flugplatzes von Filton im Norden der Stadt Bristol.
Zunächst produzierte das Unternehmen das von dem französischen Luftfahrtpionier Gabriel Voisin entwickelte Modell „Zodiak“ in Lizenz, war mit dieser Maschine aber nicht besonders erfolgreich.
So baute White die recht erfolgreiche Farman III als Bristol Boxkite in veränderter Ausführung nach. Nach einiger Zeit ging Henri Farman gegen White wegen Verletzung des Urheberrechts vor, dieser konnte jedoch nachweisen, dass er Farmans Grundkonstruktion erheblich verbessert hatte, und der Streit zwischen den beiden wurde beigelegt.
Henri Marie Coandă, der Entwickler des Thermojets, arbeitete in den Jahren 1911 bis 1914 als technischer Direktor bei British and Colonial Aeroplane Co.

## Die beiden Weltkriege

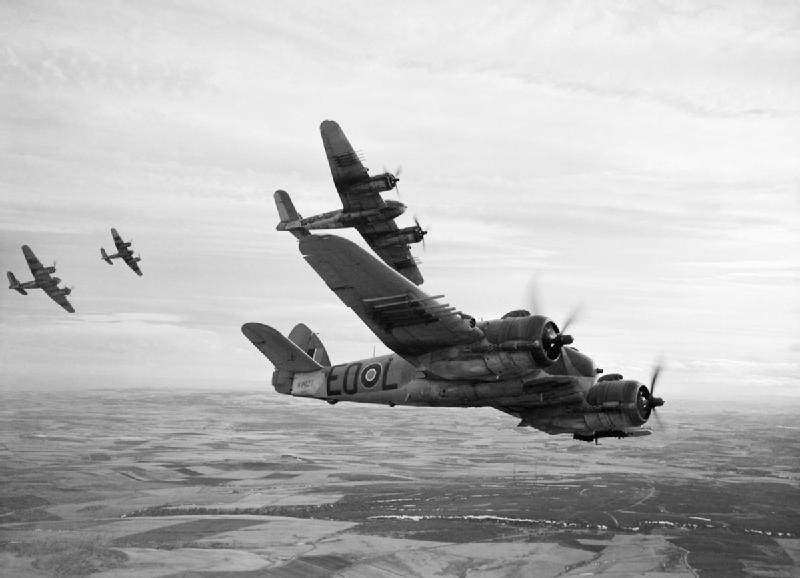
Die Bristol Beaufighter, von der bis September 1945 5.562 Exemplare hergestellt wurden.

In den Folgejahren entstanden in Whites Unternehmen etliche weitere Flugzeugentwicklungen. Das bekannteste militärisch eingesetzte Muster des Unternehmens zur Zeit des Ersten Weltkrieges dürfte die Bristol Scout gewesen sein, ein einmotoriges Aufklärungsflugzeug.
Da die Flugzeuge schon immer den Namen Bristol trugen, beschloss man im Jahre 1920 die Umbenennung des Unternehmens in Bristol Aeroplane Company. Die Umfirmierung ging einher mit der Übernahme der Motorproduktion des bankrotten Unternehmens Cosmos Engineering und damit auch den Rechten an deren Jupiter-Motor sowie dessen Entwickler Roy Fedden. Der Bristol Jupiter wurde in den 1920er-Jahren einer der erfolgreichsten Flugmotoren. Die Motorenproduktion erfolgte bei Bristol zukünftig bei einer Tochtergesellschaft, der Bristol Engine Company.
Auch zur Zeit des Zweiten Weltkriegs wurden auf alliierter Seite Flugzeuge aus dem Hause Bristol verwendet; zu den bekanntesten Mustern dürften die Bristol Blenheim und die Bristol Beaufighter gehören.

## Nachkriegszeit und Ende des Unternehmens

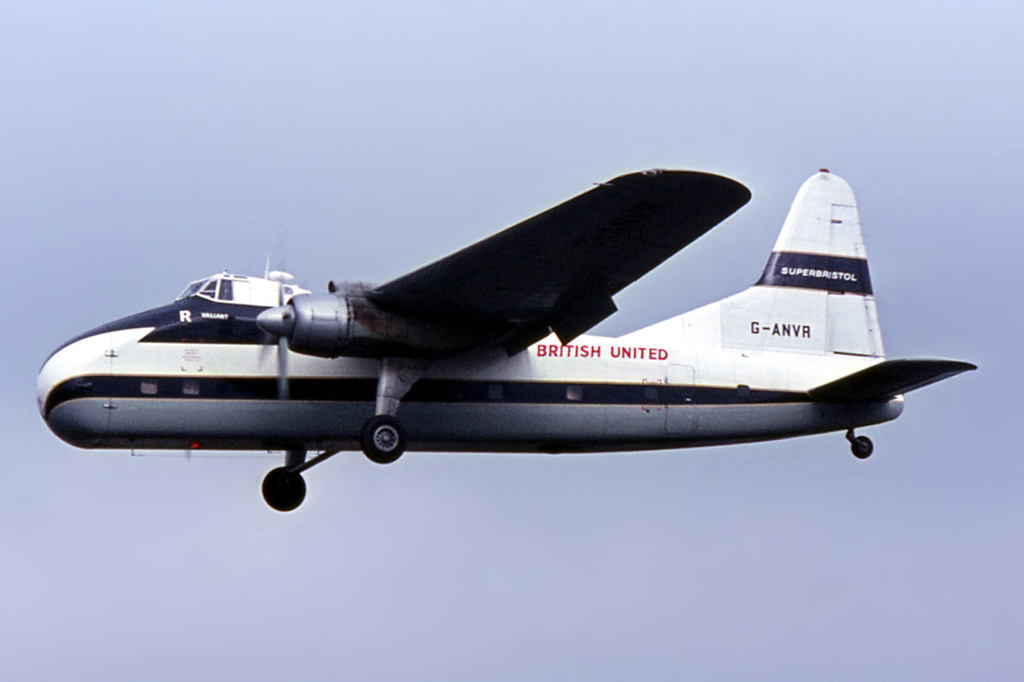
Die Bristol Superfreighter, ein nach dem Zweiten Weltkrieg produziertes zweimotoriges Transport- und Passagierflugzeug

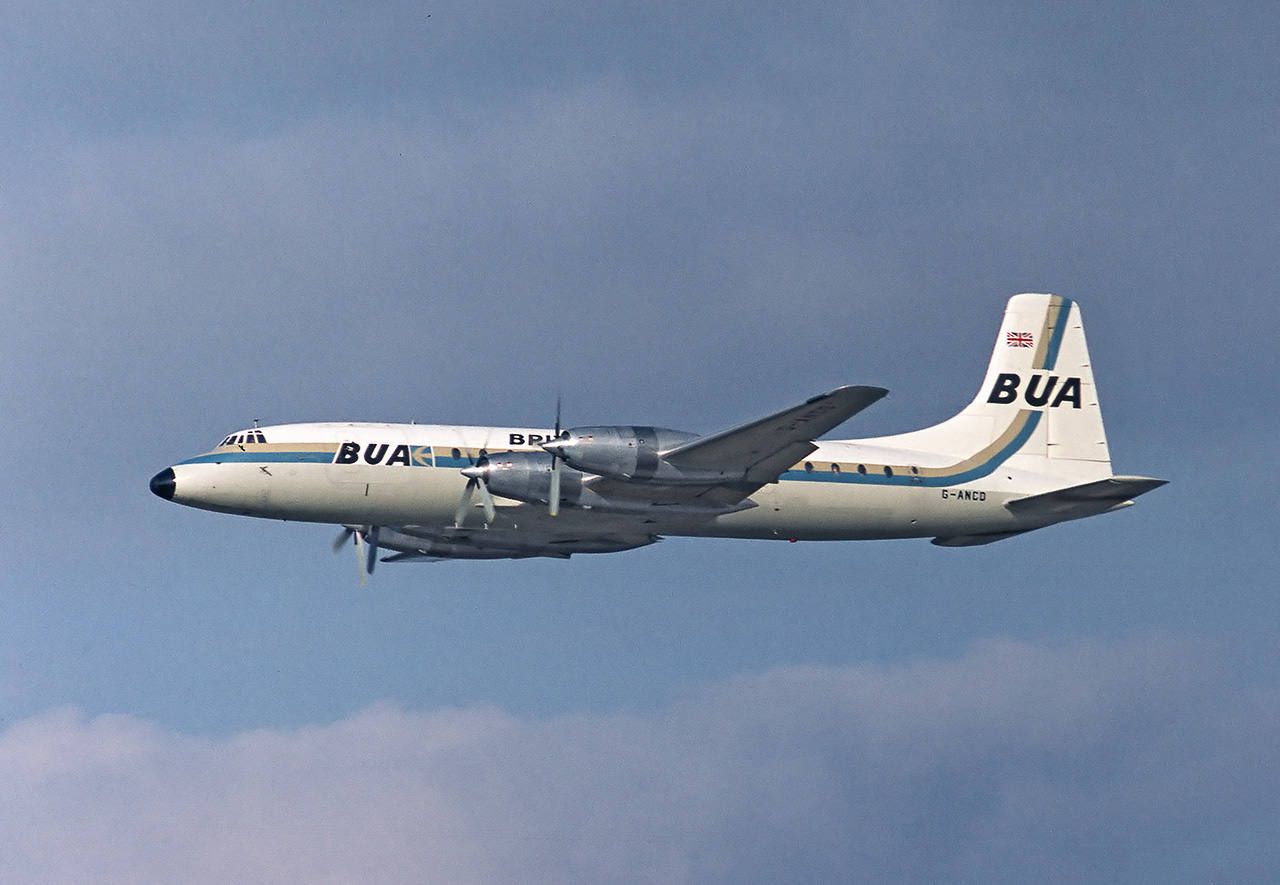
Bristol Britannia der British United, 1967

Nach dem Kriegsende entstanden bei Bristol hauptsächlich zivile Muster, wie beispielsweise die Bristol Brabazon, ein für damalige Verhältnisse sehr großes Passagierflugzeug, aber auch Hubschrauberkonstruktionen wie die Bristol Belvedere.
1956 wurde Bristol in zwei Unternehmen aufgeteilt, die Bristol Aircraft und die Bristol Aero-Engines.
Bereits 1946 hatte Bristol begonnen, Automobile zu produzieren. Zunächst lehnte man sich eng an Vorkriegskonstruktionen von BMW an, später entstanden eigene Entwicklungen, die ein hohes Qualitätsniveau aufwiesen. 1959 wurde die Automobilsparte aus dem Unternehmen herausgelöst, als ihr bisheriger Manager George White und der Bristol-Händler Tony Crook den Betrieb übernahmen. Der Autohersteller hieß seitdem Bristol Cars. Die Autoproduktion kam 2011 infolge einer Insolvenz des Unternehmens zum Erliegen. Die bis dahin produzierten zweitürigen Coupés zählten zu den exklusivsten Autos der Welt. Sie waren mit Verkaufspreisen ab £ 150.000 ausgesprochen teure Fahrzeuge, die nur in sehr geringem Umfang hergestellt wurden. Der Produktionsumfang lag zuletzt bei etwa 20 Fahrzeugen pro Jahr.
Auf Grund der von der britischen Regierung angeordneten Konzentration der britischen Luftfahrtindustrie fusionierte die Bristol Aero-Engines im Jahre 1959 mit Armstrong-Siddeley zur Bristol Siddeley Engines Ltd., und im Jahre 1960 erfolgte aus dem gleichen Grund die Fusion der Bristol Aircraft mit English Electric und Vickers zur British Aircraft Corporation (BAC).
Im Jahre 1961 übernahm Bristol Siddeley die Unternehmen de Havilland Engines und Blackburn Engines, 1966 verschwand auch der Name Bristol Siddeley, als das Unternehmen von Rolls-Royce übernommen wurde.

## Flugtriebwerke
Die Bristol Engine Company baute eine Reihe von Flugtriebwerken.

### Kolbenmotoren mit Ventilsteuerungen
- Bristol Jupiter
- Bristol Titan
- Bristol Mercury
- Bristol Pegasus
- Bristol Draco
- Bristol Phoenix
- Bristol Hydra

### Kolbenmotoren mit Schiebersteuerung
- Bristol Perseus
- Bristol Aquila
- Bristol Taurus
- Bristol Hercules
- Bristol Centaurus

### Turbinenluftstrahltriebwerke
- Bristol Theseus
- Bristol Proteus
- Bristol Olympus
- Bristol Orpheus
- Bristol Orion
- Bristol Pegasus

### Ramjet
- Bristol BRJ.801
- Bristol Thor